# 新门 (巴勒莫)

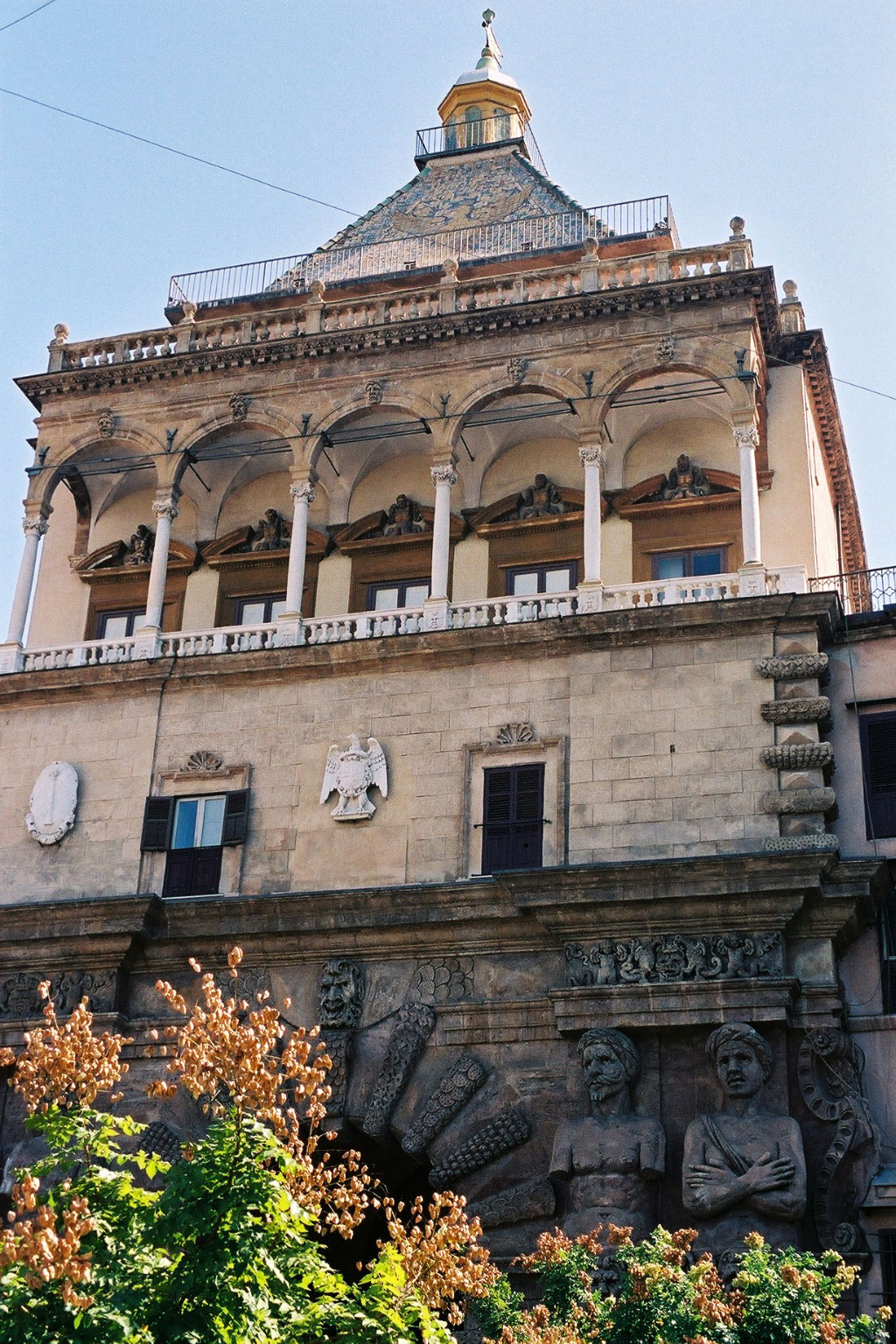

新门（Porta Nuova），毗邻诺曼宫（Palazzo dei Normanni），是数百年来进入巴勒莫最重要的通道。城门以内便是城市主轴线卡萨罗（Cassaro），即埃马努埃莱街（Corso Vittorio Emanuele）；城外便是通往蒙雷阿莱的道路。
新门由总督科隆纳始建于1583年，以庆祝查理五世战胜土耳其部队，1667年储存的火药发生爆炸，新门被彻底炸毁。在1669年建筑师加斯帕雷·圭尔乔加以重建，给建筑加上了金字塔屋顶，覆盖彩绘陶质瓦片，顶部是一个老鹰张开翅膀的形象。
面对城市的一面遵循古代凯旋门的模式，而外侧保持原有的结构，有四幅壮观的图画，描绘查理五世打败摩尔人的情景。
38°06′44″N 13°21′10″E / 38.11214°N 13.35278°E